# El padre de la criatura
El padre de la criatura es una película cómica rodada en 1972 en España bajo la dirección de Pedro Lazaga. Es una adaptación cinematográfica de la comedia teatral La cigüeña dijo sí, de Carlos Llopis.

## Sinopsis
Eduardo Contreras (Paco Martínez Soria) y Antonia Galíndez (Florinda Chico), son un matrimonio maduro, que espera que su hija y su yerno les den un nieto. Pero las cosas cambian para Don Eduardo cuando su hija resulta no estar embarazada y sí su mujer. La cigüeña ha cambiado de dirección y en lugar de un nieto van a tener un hijo. Es entonces cuando para Eduardo comienza una "segunda juventud", que le hará cambiar tanto de carácter como de modales.

## Reparto
- Paco Martínez Soria ... Eduardo Contreras
- Florinda Chico ... Antonia 'Antonina' Galíndez
- José Sacristán ... Claudio Caminero
- Manuel Zarzo (Manolo Zarzo) ... Taxista
- Mirta Miller  ... Elisa
- Mary Paz Pondal ... Cuchi
- Rafael López Somoza ... Dr. Federico Fernández Pérez
- María Luisa Ponte ... Esposa de Ramón
- Ricardo Merino ... Alfredo Miranda
- Venancio Muro ... Conductor del motocarro
- Mariano Ozores Francés ... Amigo #3
- Erasmo Pascual ... Administrador comunidad de vecinos
- Valentín Tornos  ... Amigo #1
- Carmen Martínez Sierra ... Martina
- Marcial Gómez ... Amigo #2
- José Yepes ... Director del anuncio
- Antonio Orengo ... Antonio
- Saturno Cerra ... Enfermero
- Antonio Ferrandis ... Ramón
- Rafaela Aparicio ... Doña Catalina
- María José Goyanes ... Pili
- Dionisio Ramos

- Datos: Q5826015